# Rilaena
Rilaena is een geslacht van hooiwagens uit de familie Phalangiidae (Echte hooiwagens).
De wetenschappelijke naam Rilaena is voor het eerst geldig gepubliceerd door Silhavý in 1965.

## Soorten
Rilaena omvat de volgende 8 soorten:
- Rilaena atrolutea
- Rilaena augusti
- Rilaena balcanica
- Rilaena gruberi
- Rilaena hyrcanus
- Rilaena pusilla
- Rilaena serbica
- Rilaena spinosissimus